# Amanda Anka
Amanda Katherine Anka-Bateman (Nueva York, 10 de diciembre de 1968) es una actriz estadounidense.

## Biografía
Amanda Katherine Anka nació el 10 de diciembre de 1968 en Nueva York. Es hija del cantante Paul Anka y de la modelo Anne de Zogheb, quienes estuvieron casados de 1963 hasta su divorcio en el año 2000. Amanda es la segunda de cinco hijas. Sus hermanas son Alicia Anka (n. 1970), Amelia Anka (n. 1977), Anthea Anka (n. 1971) y Alexandra Anka (n. 1966). 
Amanda se casó con su novio de dos años, el actor Jason Bateman, el 3 de julio de 2001. Tienen dos hijas: Francesca Nora Bateman y Maple Sylvie Bateman.